# ویشنگوا
ویشنگوا (به صربی: Višnjeva) یک منطقهٔ مسکونی در صربستان است که در سینیتسا واقع شده‌است. ویشنگوا ۵۶ نفر جمعیت دارد.